# يوهانس وايس
يوهانس وايس (بالألمانية: Johannes Weiß)‏ هو مترجم ألماني، ولد في 13 ديسمبر 1863 في كيل في ألمانيا، وتوفي في 24 أغسطس 1914 في هايدلبرغ في ألمانيا.

## وصلات خارجية
- جوهانس فايس على موقع الموسوعة البريطانية (الإنجليزية)
- جوهانس فايس على موقع ديسكوغز (الإنجليزية)